# Robert von Melun
Robert von Melun (* um 1100 in England; † 27. Februar 1167 in Hereford) war ein britischer Theologe und Philosoph, der in Paris lehrte und ab 1163 Bischof von Hereford war.

## Leben
Über seine Herkunft ist nichts bekannt. Das ungefähre Geburtsjahr ergibt sich daraus, dass er nach William fitz Stephen über 40 Jahre in Frankreich lehrte.
Robert von Melun studierte in Paris unter Hugo von St. Viktor und möglicherweise Abälard, erhielt 1137 den Magister artium und lehrte dann in Paris und 1142 bis 1147 in Melun bei Paris Philosophie und Theologie, weshalb er seinen Beinamen erhielt. 1147 kehrte er nach Paris zurück. Bei ihm studierten Johannes von Salisbury (der ihn zu den großen Dialektikern seiner Zeit rechnete), Wilhelm von Tyrus, der spätere Bischof Roger von Worcester, Cousin von Heinrich II., und möglicherweise Thomas Becket.  
Er gründete eine eigene Schule und genoss großes Ansehen als Lehrer, nicht nur in der Theologie, sondern auch in Logik und als Redner. Im Universalienstreit vertrat er einen gemäßigten Realismus und trat dem extremen Nominalismus eines Johannes Roscelin entgegen. Sein (unvollendetes und zweimal revidiertes) Hauptwerk ist die Summa Theologiae (oder Sententiae) aus den 1150er und 1160er Jahren, und er schrieb Quaestiones de Epistolis Pauli und Quaestiones de divina pagina (zum Matthäus-Evangelium), beide meist zwischen 1145 und 1157 datiert. In der Einleitung seiner Summa schreibt er, dass er die Ansichten seiner Lehrer Abälard und Hugo von St. Viktor (ohne deren Namen zu nennen) miteinander versöhnen wollte. Er verteidigt Abälard gegen den Vorwurf der Häresie, stimmt ihm aber nicht in allen Ansichten zu und ist kritisch gegenüber den Lehren in der Christologie seines Zeitgenossen Petrus Lombardus.
1148 nahm er beim Konzil zu Reims an der Verurteilung von Gilbert von Poitiers teil, zusammen mit Petrus Lombardus.
Im Jahr 1160 kehrte er auf Weisung des englischen Königs Heinrich II. nach England zurück und wurde Erzdiakon in Oxford. Am 22. Dezember 1163 wurde er von Thomas Becket zum Bischof von Hereford geweiht. Obwohl ihm Becket zum Bischofssitz verhalf, war er kein bedingungsloser Unterstützer von dessen Position im Streit mit dem König. Er wurde von Papst Alexander III. beauftragt, den Erzbischof von Canterbury, Thomas Becket, in seinem Streit mit dem König zur Mäßigung aufzufordern, aber auch auf den König einzuwirken. Als Becket nach Frankreich ging, forderte er Robert von Melun und Roger von Worcester auf, ihn zu besuchen und im Streit mit dem König zu beraten, was der König aber untersagte und sie aufhielt, als sie es 1167 dennoch versuchten.
Er liegt in der Kathedrale von Hereford begraben.

## Schriften
- Raymond-M. Martin: Oeuvres de Robert de Melun. 4 Bände, Löwen 1932 bis 1952
- Matthias Perkams: Robert von Melun und die Rezeption der abaelardischen Ethik im 12. Jahrhundert: nebst einer kritischen Edition von Robert von Melun, Sententiae, I,II,(0),164-171 und I,I,8,79-84. Recherches de théologie et philosophie médiévales, Band 75, 2008, S. 33–76
- Franklin T. Harkins, Frans van Liere (Herausgeber): Interpretation of scripture: theory. A selection of works of Hugh, Andrew, Richard and Godfrey of St Victor, and of Robert of Melun. Turnhout: Brepols, 2012 (mit Teilübersetzung der Sententiae)